# Katarina Ivanović
Katarina Ivanović (1811–1882) foi uma pintora sérvia do Império Austríaco (mais tarde Hungria na Áustria-Hungria). Ela é considerada a primeira pintora sérvia na história da arte moderna.
Katarina iniciou a sua formação artística em Budapeste e depois viajou para a Áustria para estudar na Academia de Belas Artes de Viena. Entre 1845 e 1846 viveu em Munique, onde continuou os seus estudos na Academia de Belas Artes de Munique. Viajou também para Paris, Zagreb e em 1847 estabeleceu-se em Belgrado. Cultivou o gênero do retrato, da natureza morta e da pintura de gênero com uma estética próxima ao movimento Biedermeier. Este movimento pictórico, nascido no Império Austro-Húngaro em meados do século XIX, caracteriza-se por praticar uma técnica realista na representação de cenas cotidianas pequeno-burguesas, seguindo um estilo intimista e com recursos muito narrativos.